# Kup maršala Tita 1947.
Kup maršala Tita 1947., također poznat kao Kup Jugoslavije u nogometu 1947., bila je prva sezona Kupa Jugoslavije u nogometu nakon Drugog svjetskog rata i odluke Nogometnog saveza Jugoslavije od 4. srpnja 1947. o osnivanju ovog natjecanja. Prvi pobjednik bio je beogradski FK Partizan, koji je u finalu 30. studenog 1947. godine pobijedio FK Naša krila (član Druge savezne lige), nogometni klub Jugoslavenskog ratnog zrakoplovstva iz Zemuna.
Najveće iznenađenje priredio je mali klub Jakić iz crnogorskog Pljevlja koji je izborio plasman u četvrtfinale. U finalu su svladali Borac iz Čačka, a zatim Rudar i Budućnost na svom terenu. Jedino su izgubili u susretu sa Sarajevom (na Koševu) i to u produžecima s 2:3 (u regularnom dijelu susret je završen neriješeno 2:2).

Bilo je i drugih iznenađenja. U osmini finala ispali su zagrebački Dinamo i splitski Hajduk. Sarajevo je svladalo Dinamo u Zagrebu s 3:0. Spartak je, iako je veći dio utakmice igrao s 10 igrača (bez vratara – gol je branio napadač Glonchak), uspio pobijediti momčad Hajduka 3:2.

Miroslav Brozović, kapetan Partizana, bio je prvi nogometaš koji je dobio dragocjeni pehar maršala Tita, a tada su se dva najbolja kluba: Partizan i Crvena zvezda sastala već u četvrtfinalu. Partizan je slavio s 2:1.

Partizan je u polufinalu svladao Slogu iz Novog Sada s 4:0.

U drugom polufinalnom susretu Sarajevo ni nakon produžetaka nije postiglo niti jedan gol u utakmici protiv Naših krila iako su od 24. minute drugog poluvremena Zrakoplovi igrali s igračem manje. Ždrijeb je bio više naklonjen Našim krilima.

## Sistem natjecanja
U početnom eliminacijskom dijelu natjecanja sudjelovalo je 349 klubova, od kojih se njih 40 kvalificiralo za završni dio. Tu je bilo 19 republičkih predstavnika, 11 klubova Druge lige Jugoslavije i 10 klubova Prve lige Jugoslavije:
- 13 klubova iz NR Srbije,
- 12 klubova iz NR Hrvatske,
- 12 klubova (po 4 kluba) iz NR Bosne i Hercegovine, NR Slovenije i NR Makedonije,
- 2 kluba iz NR Crne Gore
- 1 klub iz Slobodnog Teritorija Trsta.

Parovi su određivani ždrijebom. Igrala se jedna utakmica, a u slučaju neriješenog rezultata na kraju utakmice igrali su se produžeci, a ako bi rezultat i poslije toga bio neriješen, pobjednik se odlučivao ždrijebom.
U prvom kolu sudjelovala su 24 kluba:
- 19 republičkih predstavnika i
- 5 predstavnika Druge lige plasiranih od 7. – 9. mjesta,

U drugom kolu sudjelovala su 24 kluba:
- 12 pobjednika iz prvog kola
- 6 predstavnika Druge lige plasiranih od 1. – 6. mjesta i
- 6 predstavnika Prve lige plasiranih od 5. – 10. mjesta

U šesnaestini finala igralo je 16 klubova:
- 12 pobjednika iz drugog kola
- 4 predstavnika Prve lige plasiranih od 1. – 4. mjesta

## Sudionici
Na samom natjecanju sudjelovalo je sljedećih 40 članova:
| rang         | STT        | Slovenija                                                  | Hrvatska                                                                       | Bosna i Hercegovina               | Srbija                                 | Srbija                                                   | Srbija              | Crna Gora        | Makedonija                           |
| rang         | STT        | Slovenija                                                  | Hrvatska                                                                       | Bosna i Hercegovina               | Vojvodina                              | Središnja Srbija                                         | Kosovo              | Crna Gora        | Makedonija                           |
| ------------ | ---------- | ---------------------------------------------------------- | ------------------------------------------------------------------------------ | --------------------------------- | -------------------------------------- | -------------------------------------------------------- | ------------------- | ---------------- | ------------------------------------ |
| 1. rang      | - Ponziana |                                                            | - Dinamo Zagreb - Hajduk Split - Lokomotiva Zagreb                             | - Sarajevo                        | - Spartak Subotica                     | - Crvena zvezda - Metalac Beograd - Partizan             |                     |                  | - Vardar                             |
| 2. rang      |            | - Enotnost Ljubljana                                       | - Kvarner Rijeka - Metalac Zagreb - Mornar Split - Tekstilac Varaždin          | - Željezničar                     | - Dinamo Pančevo - Sloga Novi Sad      | - Naša krila                                             |                     | - Budućnost      | - Rabotnički                         |
| Niži rangovi |            | - Garnizon JNA Ljubljana - Kladivar Celje - Rudar Trbovlje | - Dinamo Vinkovci - Ivanić-Grad - Jedinstvo Čakovec - Naprijed Sisak - Šibenik | - Borac Banja Luka - Velež Mostar | - Garnizon JNA Novi Sad - Polet Sombor | - Borac Čačak - Napredak Kruševac - Nikčević Svetozarevo | - Proleter Priština | - Jakić Pljevlja | - Goce Delčev - Garnizon JNA Skoplje |

## Prvo kolo
Na 19 ekipa republičkih liga dodaje se 5 ekipa Druge lige (plasirani od 7. do 11. mjesta). Utakmice su odigrane 2. studenog 1947. godine
| Domaći sastav             |   | Gostujući sastav        | Rezultat    | Napomene              |
| ------------------------- | - | ----------------------- | ----------- | --------------------- |
| Budućnost (Titograd)      | – | Garnizon JNA (Skoplje)  | 4:2         |                       |
| Velež (Mostar)            | – | Napredak (Kruševac)     | 2:0 (prod.) |                       |
| Rudar (Trbovlje)          | – | Naprijed (Sisak)        | 2:2 (prod.) | ždrijebom Rudar       |
| Nikčević (Svetozarevo)    | – | Garnizon JNA (Novi Sad) | 1:2 (prod.) |                       |
| Kvarner (Rijeka)          | – | Jedinstvo (Čakovec)     | 4:0         |                       |
| Polet (Sombor)            | – | Tekstilac (Varaždin)    | 4:0         |                       |
| Garnizon JNA (Ljubljana)  | – | FD Šibenik (Šibenik)    | 2:3         |                       |
| Proleter (Priština)       | – | Goce Delčev (Prilep)    | 1:0         |                       |
| Borac (Čačak)             | – | Jakić (Pljevlja)        | 0:2         |                       |
| Dinamo (Vinkovci)         | – | Dinamo (Pančevo)        | 1:2         |                       |
| Željezničar (Sarajevo)    | – | Borac (Banja Luka)      | 3:3 (prod.) | ždrijebom Željezničar |
| Ivanić Grad (Ivanić Grad) | – | Kladivar (Celje)        | 1:4         |                       |

## Drugo kolo
Ulazi 6 najboljih ekipa iz Druge lige i 6 iz Prve lige (plasirani od 5. do 10. mjesta). Utakmice su odigrane 9. studenog 1947. godine
| Domaći sastav           |   | Gostujući sastav       | Rezultat    | Napomene               |
| ----------------------- | - | ---------------------- | ----------- | ---------------------- |
| Mornar (Split)          | – | Kladivar (Celje)       | 5:1         |                        |
| SDM Sarajevo (Sarajevo) | – | Velež (Mostar)         | 3:1         |                        |
| Enotnost (Ljubljana)    | – | Naša krila (Zemun)     | 1:2         |                        |
| FD Šibenik (Šibenik)    | – | Sloga (Novi Sad)       | 2:5         |                        |
| Metalac (Zagreb)        | – | Vardar (Skoplje)       | 1:2         |                        |
| Budućnost (Titograd)    | – | Metalac (Beograd)      | 3:1         |                        |
| Kvarner (Rijeka)        | – | Ponziana (Trst)        | 3:2         |                        |
| Garnizon JNA (Novi Sad) | – | Lokomotiva (Zagreb)    | 1:1 (prod.) | ždrijebom Garnizon JNA |
| Dinamo (Pančevo)        | – | Spartak (Subotica)     | 0:2         |                        |
| Jakić (Pljevlja)        | – | Rudar (Trbovlje)       | 3:2         |                        |
| Polet (Sombor)          | – | Željezničar (Sarajevo) | 2:1         |                        |
| Rabotnički (Skoplje)    | – | Proleter (Priština)    | 1:2         |                        |

## Osmina završnice
Ulaze 4 najbolje ekipe Prve lige (Dinamo, Partizan, Hajduk i Crvena zvezda). Utakmice su odigrane 16. studenog 1947. godine
| Domaći sastav           |   | Gostujući sastav        | Rezultat | Napomene |
| ----------------------- | - | ----------------------- | -------- | -------- |
| Partizan (Beograd)      | – | Proleter (Priština)     | 2:0      |          |
| Garnizon JNA (Novi Sad) | – | Crvena zvezda (Beograd) | 1:6      |          |
| Kvarner (Rijeka)        | – | Mornar (Split)          | 0:4      |          |
| Polet (Sombor)          | – | Sloga (Novi Sad)        | 3:5      |          |
| Naša krila (Zemun)      | – | Vardar (Skoplje)        | 2:1      |          |
| Spartak (Subotica)      | – | Hajduk (Split)          | 3:2      |          |
| Dinamo (Zagreb)         | – | SDM Sarajevo (Sarajevo) | 0:3      |          |
| Jakić (Pljevlja)        | – | Budućnost (Titograd)    | 3:2      |          |

## Četvrtzavršnica
Utakmice su odigrane 23. studenog 1947. godine
| Domaći sastav           |   | Gostujući sastav        | Rezultat    | Napomene |
| ----------------------- | - | ----------------------- | ----------- | -------- |
| Partizan (Beograd)      | – | Crvena zvezda (Beograd) | 2:1         |          |
| Mornar (Split)          | – | Sloga (Novi Sad)        | 2:3         |          |
| Naša krila (Zemun)      | – | Spartak (Subotica)      | 2:0         |          |
| SDM Sarajevo (Sarajevo) | – | Jakić (Pljevlja)        | 3:2 (prod.) |          |

## Poluzavršnica
Utakmice su odigrane 29. studenog 1947. godine
| Domaći sastav      |   | Gostujući sastav        | Rezultat    | Napomene             |
| ------------------ | - | ----------------------- | ----------- | -------------------- |
| Partizan (Beograd) | – | Sloga (Novi Sad)        | 4:0         |                      |
| Naša krila (Zemun) | – | SDM Sarajevo (Sarajevo) | 0:0 (prod.) | ždrijebom Naša krila |

## Završnica
Prije finala odigrana je i utakmica za treće mjesto koju je Sarajevo dobilo s 4:1 nad novosadskom Slogom.
|                         |   |                    | Rezultat | Napomene     |
| ----------------------- | - | ------------------ | -------- | ------------ |
| SDM Sarajevo (Sarajevo) | – | Sloga (Novi Sad)   | 4:1      | za 3. mjesto |
| Partizan (Beograd)      | – | Naša krila (Zemun) | 2:0      | za 1. mjesto |

### Susret
| 30. studenog 1947.          |             |                  |                                                                                |
| Partizan                    | 2:0         | Naša krila Zemun | Stadion JNA, Beograd Broj gledatelja: 50.000 Sudac: Miljenko Podupski (Zagreb) |
| Jezerkić 20' Simonovski 22' | (izvještaj) |                  | Stadion JNA, Beograd Broj gledatelja: 50.000 Sudac: Miljenko Podupski (Zagreb) |

| PARTIZAN:   |   |                        |
|             |   |                        |
| VRA         | 1 | Franjo Šoštarić        |
|             |   | Miroslav Brozović      |
|             |   | Ratko Čolić            |
|             |   | Bela Palfi             |
|             |   | Miodrag Jovanović      |
|             |   | Aleksandar Atanacković |
|             |   | Prvoslav Mihajlović    |
|             |   | Stjepan Bobek          |
|             |   | Jovan Jezerkić         |
|             |   | Momčilo Radunović      |
|             |   | Kiril Simonovski       |
| Trener:     |   |                        |
| Illés Spitz |   |                        |

| NAŠA KRILA:         |   |                    |
|                     |   |                    |
| VRA                 | 1 | Živko Popadić      |
|                     |   | Lazić              |
|                     |   | Dragiša Filipović  |
|                     |   | Lenko Grčić        |
|                     |   | Milan Brnjevarac   |
|                     |   | Antun Lokošek      |
|                     |   | Aleksandar Panić   |
|                     |   | Vladimir Pečenčić  |
|                     |   | Siniša Zlatković   |
|                     |   | Ognjan Damnjanović |
|                     |   | Franc Borović      |
| Trener:             |   |                    |
| Nenad Radosavljević |   |                    |

## Poveznice
- Prva savezna liga 1947./48.
- Druga savezna liga 1947./48.
- 3. ligaški rang 1947./48.
- Slovenske kvalifikacije za Kup maršala Tita 1947.
- Hrvatske kvalifikacije za Kup maršala Tita 1947.
- Bosanskohercegovačke kvalifikacije za Kup maršala Tita 1947.
- Srpske kvalifikacije za Kup maršala Tita 1947.
- Crnogorske kvalifikacije za Kup maršala Tita 1947.
- Makedonske kvalifikacije za Kup maršala Tita 1947.

## Vanjske poveznice
- RSSSF
- Jugoslavija - Detalji finala Kupa 1947.-2001
- exyufudbal.in.rs
- lavkup.com